# Простой идеал
Простой идеал — естественное обобщение понятия простого числа в теории колец.
Одна из важнейших конструкций коммутативной алгебры, использующих понятие простого идеала, — локализация кольца.

## Определение
Идеал {\displaystyle I} в кольце {\displaystyle A} называется простым, если факторкольцо {\displaystyle A/I} по нему является областью целостности.
Равносильная формулировка: если {\displaystyle I\neq A} и из {\displaystyle ab\in I} следует {\displaystyle a\in I} или {\displaystyle b\in I}, то {\displaystyle I} являет собой простой идеал.

## Связанные понятия
Множество всех простых идеалов кольца {\displaystyle A} образует спектр кольца {\displaystyle \mathrm {Spec} A}.
В его определение также входит описание топологии и структурного пучка локальных колец, превращающие его в аффинную схему — базовый объект алгебраической геометрии.

## Свойства
- Максимальный идеал {\displaystyle I} кольца {\displaystyle A} (то есть собственный идеал, не содержащийся ни в каком другом собственном идеале) является простым.

Действительно, пусть {\displaystyle ab\in I}, {\displaystyle a\notin I}. Рассмотрим идеал {\displaystyle J=I+aA}. Поскольку {\displaystyle I} максимален, либо {\displaystyle J=I} (что невозможно, поскольку {\displaystyle a\notin I}), либо {\displaystyle J=A}. Но тогда {\displaystyle 1\in I+aA}, и, следовательно, {\displaystyle b\in bI+baA\subseteq I} ({\displaystyle bI\subseteq I}, поскольку идеал замкнут относительно умножения на элементы кольца, {\displaystyle baA\subseteq I} по тем же причинам, а попарные суммы {\displaystyle bI+baA\subseteq I}, так как идеал — группа по сложению).
- Идеал {\displaystyle I} прост тогда и только тогда, когда элементы дополнения к нему образуют мультипликативную систему. Подмножество кольца с единицей называется мультипликативной системой, если оно содержит единицу, не содержит нуля и замкнуто по умножению.
- Теорема отделимости: Пусть в коммутативном кольце {\displaystyle A} с единицей задан идеал {\displaystyle I}, не пересекающийся с мультипликативной системой {\displaystyle S_{0}}. Тогда существует простой идеал {\displaystyle I_{0}}, содержащий {\displaystyle I} и не пересекающийся с системой {\displaystyle S_{0}}.[источник не указан 4213 дней]
- Теорема о радикале: Пересечение всех простых идеалов, содержащих идеал {\displaystyle I}, совпадает с радикалом идеала {\displaystyle I}. Радикал идеала {\displaystyle I} — это множество {\displaystyle {\sqrt {I}}=\{f\in A:\,\exists n\in \mathbb {N} \,\,f^{n}\in I\}}. Оно также является идеалом кольца {\displaystyle A}.

Пусть {\displaystyle J} — простой идеал, содержащий {\displaystyle I}. Если элемент {\displaystyle f} принадлежит радикалу {\displaystyle {\sqrt {I}}}, то некоторая его степень принадлежит идеалу {\displaystyle I\subset J}, поэтому {\displaystyle f} не может принадлежать дополнению к {\displaystyle J}, так как это дополнение — мультипликативная система (если оно содержит {\displaystyle f}, то содержит и все его степени). Значит, {\displaystyle f} принадлежит всем простым идеалам, содержащим идеал {\displaystyle I}.
 Обратно: пусть {\displaystyle f} не принадлежит радикалу {\displaystyle {\sqrt {I}}}. Тогда множество всех его степеней — мультипликативная система, не пересекающаяся с {\displaystyle I}. Согласно предыдущей теореме, существует простой идеал, содержащий {\displaystyle I} и не содержащий ни одну из степеней элемента {\displaystyle f}. Следовательно, {\displaystyle f} не принадлежит всем простым идеалам, содержащим идеал {\displaystyle I}.

## Примеры
- В кольце целых чисел {\displaystyle A=\mathbb {Z} } каждый простой идеал имеет вид {\displaystyle pA}, где {\displaystyle p} — простое число.

Пусть {\displaystyle a\in I} — наименьшее положительное число в {\displaystyle I}. Возьмем произвольное {\displaystyle b\in I} и поделим с остатком на {\displaystyle a} : {\displaystyle \quad b=a*g+r}, где {\displaystyle 0\leq r<a}. В силу выбора {\displaystyle a}, имеем  {\displaystyle r=0}, т.е. все элементы {\displaystyle I} делятся на {\displaystyle a}. Таким образом, {\displaystyle I=a\mathbb {Z} }.
Положим, теперь {\displaystyle I=pA}. Поскольку из {\displaystyle ab\in pA} следует {\displaystyle a\in pA} или {\displaystyle b\in pA}, {\displaystyle p} — простое число.
- В кольце многочленов от одной переменной {\displaystyle A=\mathbb {R} [x]} каждый простой идеал имеет вид {\displaystyle pA}, где {\displaystyle p} — неприводимый над {\displaystyle \mathbb {R} } многочлен.
- В кольце многочленов {\displaystyle A=\mathbb {Q} [x,y]} множество {\displaystyle I=xA+yA} является простым идеалом.

Любой элемент {\displaystyle a\in \mathbb {Q} [x,y]} можно представить в виде {\displaystyle a=a_{0}+a_{1}x+a_{2}y}, где {\displaystyle a_{1},a_{2}\in \mathbb {Q} [x,y]} — некоторые многочлены, а {\displaystyle a_{0}\in \mathbb {Q} } определено однозначно элементом {\displaystyle a}. Условие {\displaystyle ab\in I} равносильно тогда условию {\displaystyle a_{0}b_{0}=0}, откуда следует либо {\displaystyle a_{0}=0}, либо {\displaystyle b_{0}=0}.

## Некоммутативный случай
Понятие простого идеала коммутативного кольца является частным случаем понятия первичного идеала: первичным идеалом {\displaystyle I} (не обязательно коммутативного) кольца {\displaystyle A} называется всякий идеал (не совпадающий со всем кольцом) такой, что если два элемента {\displaystyle a,b\in A} таковы, что {\displaystyle \forall r\in A\ arb\in I}, то или {\displaystyle a\in I}, или {\displaystyle b\in I}.